# Булгаково (Мордовия)
Булгаково — село, центр Булгаковского сельского поселения в Кочкуровском районе.

## География
Расположено на речке Чичере, в 31 км от районного центра и 7 км от железнодорожной станции Нечаевка.

## История
Основано в начале—середине 17 в. Название-антропоним: в «Списке с грамоты царя Феодора Алексеевича в Саранск князю Прохору Григорьевичу Долгорукову» (1676) указано о зачислении иноземца Юрия Вулгака (Булгака) в Атемарскую десятню и о пожаловании его поместным окладом. В «Списке населённых мест Пензенской губернии» (1869) Булгаково (Сергиевское) — село владельческое из 22 дворов Саранского уезда. В 1930 г. в селе насчитывалось 75 дворов (298 чел.). В 1926 г. в Булгакове был организован ТОЗ. Товарищество имело библиотеку, выписывало газеты «Крестьянка», «Сам себе агроном», «Безбожник», «Новая деревня», «Завод и пашня». В 1929 г. на основе ТОЗа были созданы колхозы «Калининский» и «14 лет Октября», которые объединились в колхоз им. Суворова. В 1920-х — начале 1930-х гг. в селе действовали 4-классная школа, изба-читальня, церковь. В 2000 г. колхоз, ТНВ «Булгаковское» реорганизованы в СХПК «Булгаковский». В Булгакове размещается ТНВ «Кочкуровское». В современной инфраструктуре села — средняя школа, библиотека, Дом культуры, медпункт, почта.
Булгаково — родина Героя Советского Союза В.И. Корнишина, благочинного И. В. Баклашкина. В Булгаковскую сельскую администрацию входят д. Внуковка (44 чел.), Воробьёвка (16; родина полного кавалера ордена Славы С. Е. Колесникова), Заречный (16) и Старая Нечаевка (4 чел.).

## Население
| 2002 | 2010 |
| ---- | ---- |
| 601  | ↘585 |

## Источник
- Энциклопедия Мордовия, Е. Е. Учайкина.